# Émile Étienne Guimet
Émile Étienne Guimet (26 tháng 6 năm 1836 - 12 tháng 8 năm 1918) là một nhà công nghiệp, du lịch và sành sỏi người Pháp.

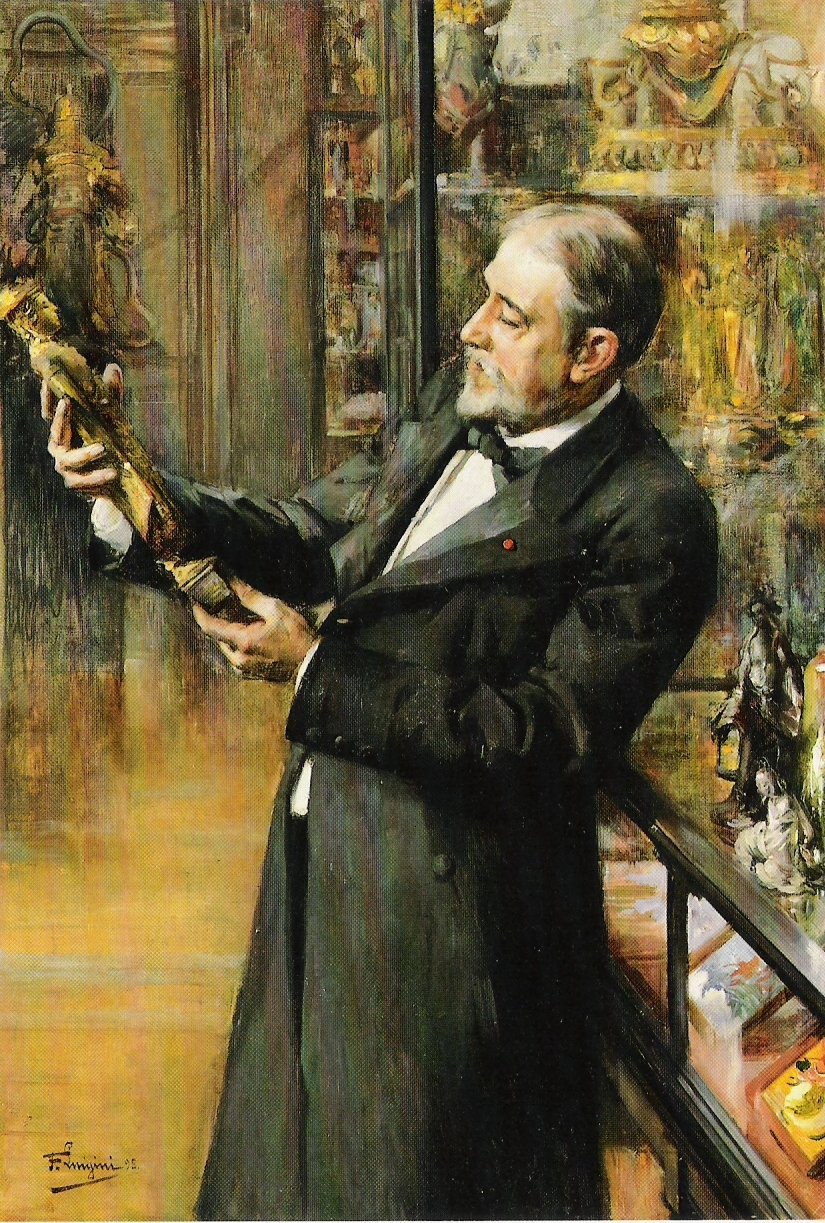
Émile Guimet trong bảo tàng của anh ấy, bởi Ferdinand Jean Luigini, 1898

Anh sinh ra tại Lyon và kế vị cha anh theo hướng nhà máy "lam sẫm nhân tạo". Ông cũng thành lập Musée Guimet, lần đầu tiên được đặt tại Lyon vào năm 1879 và được bàn giao cho nhà nước và chuyển đến Paris vào năm 1885.
Dành cho việc đi du lịch, vào năm 1876, ông được Bộ trưởng bộ giáo dục công cộng ủy nhiệm nghiên cứu các tôn giáo ở Viễn Đông, và bảo tàng chứa nhiều thành quả của cuộc thám hiểm này, bao gồm một bộ sưu tập đồ sứ Nhật Bản và Trung Quốc và nhiều đồ vật không liên quan  chỉ đơn thuần là đối với các tôn giáo của phương Đông mà còn đối với những người Ai Cập cổ đại, Hy Lạp và Roma.
Ông đã viết Lettres sur l'Algerie (Thư về Algeria, 1877) và Promenades japonaises (Đi bộ Nhật Bản, 1880), và một số tác phẩm âm nhạc, bao gồm một vở opera vĩ đại, Tai-Tsoung (1894).